# Albino (console 493)
Fausto Albino iunior (in latino Faustus Albinus; fl. 493-522) è stato un politico romano, vissuto in Italia durante il regno di Teodorico il Grande.

## Biografia
Il nome Fausto è probabile ma non certo; l'appellativo «iunior» è attestato in un'iscrizione. Apparteneva alla Gens Caecina  ed era fratello di Flavio Avieno iunior, console nel 501, di Teodoro, console nel 505, e di Flavio Importuno, console nel 509; loro padre era Cecina Decio Massimo Basilio, console del 480, ed era imparentato con Anicio Probo Fausto, console nel 490. Sposò una donna di nome Glaphyra.
Nel 493 fu console in Occidente assieme a Flavio Eusebio in Oriente. Fu prefetto del pretorio d'Italia tra il 500 e il 503; nel 500 costruì una basilica intitolata a san Pietro al 27º miglio da Roma della via Tiburtina, dove aveva delle proprietà, e ottenne che papa Simmaco la dedicasse. Entro il 503 venne onorato del titolo di patricius.
Nel 508 si trovava a corte a Ravenna; quando il padre morì, assieme al fratello si incaricò del patronato dei Verdi, una delle fazioni dell'ippodromo di Roma e scelse un danzatore come pantomimo dei Verdi. Entrò anche nella disputa per la ricomposizione dello scisma tra Roma e Costantinopoli (519): vicino alle posizioni di papa Ormisda, cercò di far emergere una distinzione tra coloro che avevano condannato la dottrina calcedonica tramite scritti e quelli che l'avevano fatto solo oralmente.
Nel 522 gli venne mossa l'accusa di aver intrattenuto rapporti configuranti il tradimento nei confronti di Teodorico il Grande con la corte dell'Impero romano d'Oriente, avendo inviato delle lettere all'imperatore Giustino I: in sua difesa intervenne Boezio, il quale, però, venne a sua volta accusato di tradimento (523) e poi messo a morte (525). Il destino di Albino non è noto.
Ebbe degli scambi epistolari con Ennodio. Se uno dei sedili del Colosseo riservati ai senatori di cui è rimasta l'incisione è il suo, si chiamava Cecina Decio Acinazio Albino (Caecina Decius Acinatius Albinus).